# Stephen Nweke Ezeanya
Stephen Nweke Ezeanya (* 31. März 1921 in Nnokwa; † 12. November 1996) war ein nigerianischer katholischer Geistlicher und Erzbischof von Onitsha.

## Leben
Stephen Nweke Ezeanya empfing am 20. Dezember 1953 die Priesterweihe.
Papst Johannes Paul II. ernannte ihn am 9. März 1985 zum Erzbischof von Onitsha. Sein zum Pro-Präfekt des Päpstlichen Rates für den Interreligiösen Dialog ernannter Vorgänger Francis Arinze spendete ihm am 11. Mai desselben Jahres die Bischofsweihe. Mitkonsekratoren waren Paul Fouad Naïm Tabet, Apostolischer Pro-Nuntius in Nigeria, und Michael Ugwu Eneja, Bischof von Enugu. 
Am 25. Februar 1995 nahm Papst Johannes Paul II. seinen Rücktritt an.